# Bernhard Berndt
Bernhard Berndt (* 15. Jahrhundert; † 1527), Nachname auch Bernt, Beerndt, war „einer der größten Görlitzer Kaufleute“, ein „hochangesehener“, politisch einflussreicher Ratsherr und wichtiger Kreditgeber der Stadt, wie auch Verweser der Annenkapelle.

## Leben
Oskar Pusch und Paul Fritsch verorteten die Herkunft der Familie Berndt in Radelwitz.
Berndt siedelte als Tuchhändler im Jahr 1500 oder 1501 nach Görlitz. Wenig später, im Jahr 1502 wurde er Ratsherr und 1508 Schöffe. Mit der Fertigstellung der Annenkapelle wurde er nach Merten Wells († 1512) bis mindestens 1515 ihr Verweser. 1514 lieh er Görlitz Geld, damit die Stadt ihre „Stadtschuldzinsen“ begleichen konnte. 1519 ließ er in Folge der gescheiterten Währungspolitik 1000 Mark alte Pfennige in Doppelpfennige umprägen. Im Jahr 1519 kaufte er sich Radmeritz, wo er seit 1520 als „Erb- und Gerichtsherr“ im Schöppenbuch steht.
In Görlitz bewohnte er die Häuser am Untermarkt 2 und 3, die er wohl bald nach seiner Einbürgerung in Görlitz kaufte.
Berndt stand mit dem ebenfalls reichen Großhändler Hans Frenzel in einer Handelsgesellschaft.
In politischer Notwendigkeit „wichtigster Angelegenheiten“ wurde er oft vom Rat in verschiedene Städte abgesandt, so zum Beispiel nach Bautzen, Kamenz, Schweidnitz, Breslau und Prag.

## Ehe und Nachkommen
Berndt war verheiratet mit Katharina, einer Schwester Hans Frenzels. Der Ehe entstammen vier Söhne und drei Töchter:

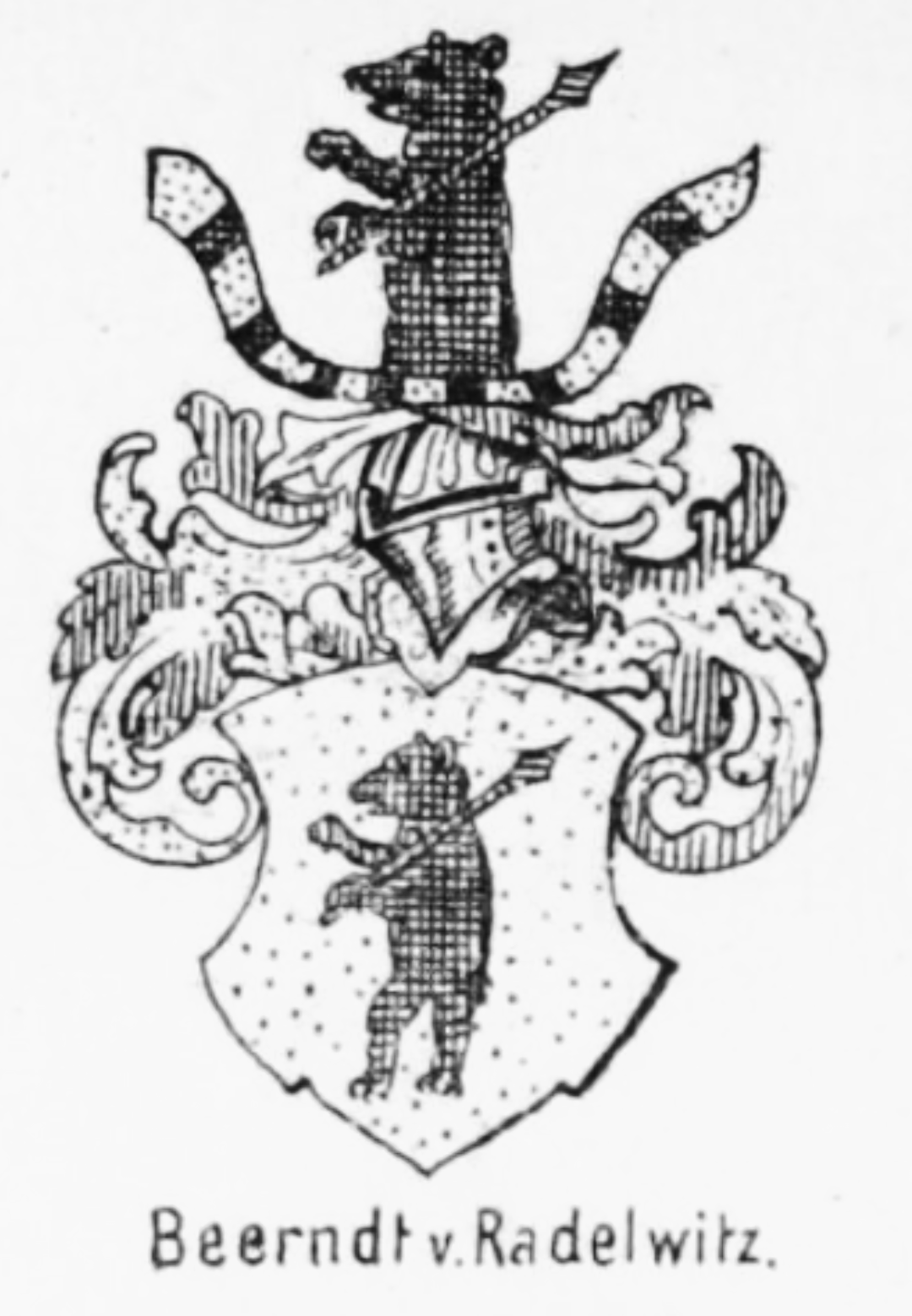
Das den Berndts verliehene Wappen bei Paul Fritsch

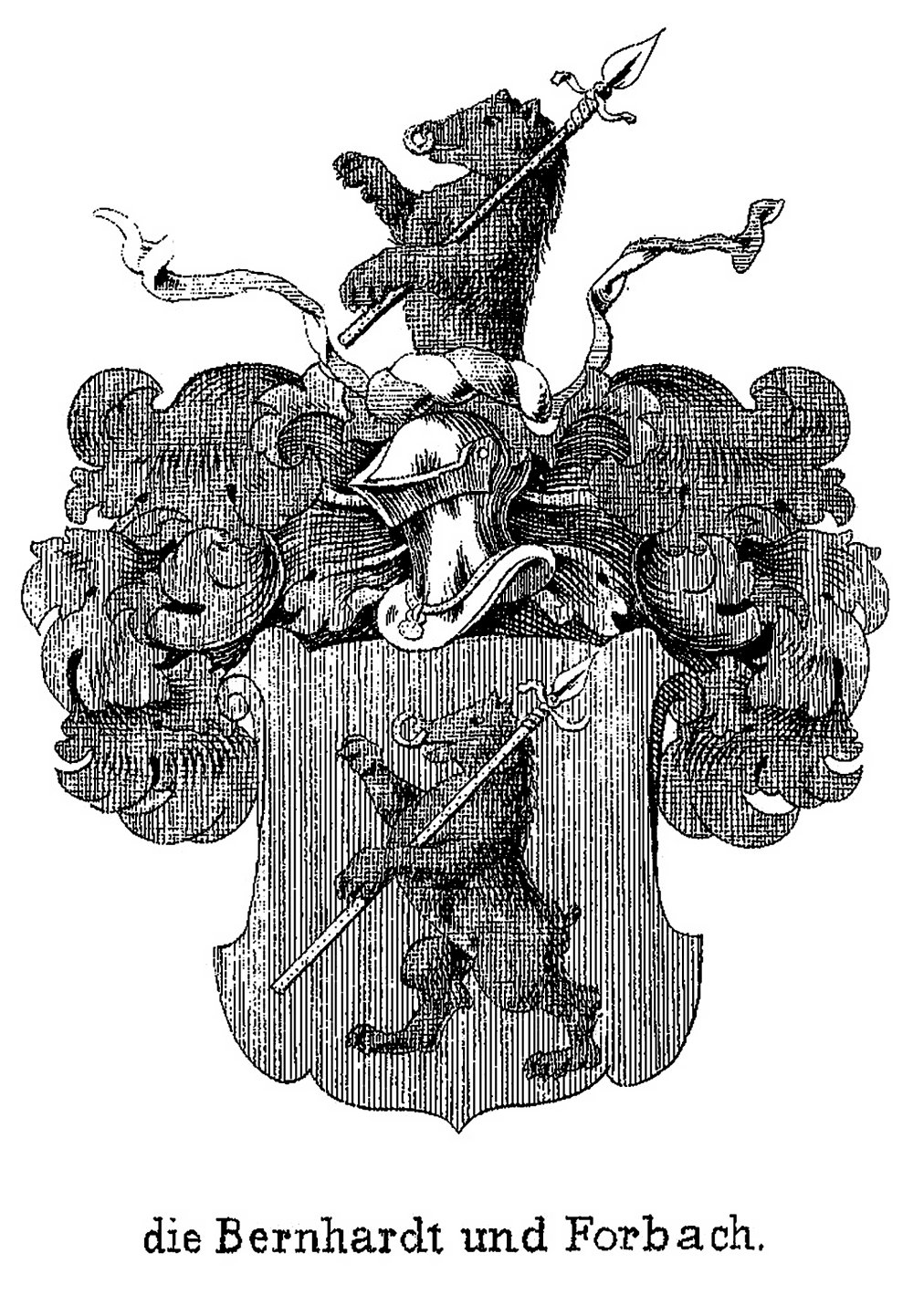
Wappen der Bernhardt und Forbach von 1537 nach Dorst

Kaspar erbte wohl Radmeritz, Hans ist in den Jahren 1530 und 1531 als Schöffe überliefert. Mit seinen Brüdern Wolf und Joachim wurde Kaspar am 24. April 1537 von König Ferdinand geadelt. Hans wurde hier nicht erwähnt, vielleicht ist er zuvor verstorben. Nach Leonhard Dorst (von Schatzberg) erhielten Caspar Wolf u. Joachim die Bernhardt, Gebrüder zu Radmeriz (b. Görlitz) gesessen, u. deren Freund Hans Forbach (= Feuerbach?) 1537 zu Prag einen gemeinschaftlichen Wappenbrief.
Anna heiratete Heinrich Feuerbach und Katharina im Jahr 1522 Franz Schneider. Der Name Berndts dritter Tochter ist nicht überliefert.
Das Gesamtvermögen Berndts Kinder bzw. Erben war im Jahr 1528 das drittgrößte der Stadt Görlitz.